# Francja na Zimowych Igrzyskach Olimpijskich 1924
Francja na Zimowych Igrzyskach Olimpijskich 1924 reprezentowało 43 sportowców, 41 mężczyzn i 2 kobiety, w 9 dyscyplinach. Najmłodszym reprezentantem był hokeista Charles Lavaivre (18 lat 348 dni), a najstarszym curler Armand Isaac-Bénédic (48 lat 155 dni).
Był to pierwszy start reprezentacji Francji na zimowych igrzyskach olimpijskich.

## Zdobyte medale
| Medal | Zawodnik                                                              | Dyscyplina           | Konkurencja               |
| ----- | --------------------------------------------------------------------- | -------------------- | ------------------------- |
| Brąz  | Camille Mandrillon Adrien Vandelle Georges Berthet Maurice Mandrillon | Patrol Wojskowy      | Wyścig drużynowy mężczyzn |
| Brąz  | Fernand Cournollet Georges André Armand Isaac-Bénédic Pierre Canivet  | Curling              | Turniej mężczyzn          |
| Brąz  | Andrée Joly Pierre Brunet                                             | Łyżwiarstwo figurowe | Turniej par               |

## SKład kadry

### Biegi narciarskie
Mężczyźni
| Konkurencja   | Zawodnik              | czas               | Pozycja            |
| ------------- | --------------------- | ------------------ | ------------------ |
| Bieg na 18 km | Gilbert Ravanel       | 1:35:33,4          | 20.                |
| Bieg na 18 km | Adrien Vandelle       | 1:43:58,0          | 29.                |
| Bieg na 18 km | Martial Payot         | Nie ukończył biegu | Nie ukończył biegu |
| Bieg na 18 km | Denis Couttet         | Nie ukończył biegu | Nie ukończył biegu |
| Bieg na 50 km | Édouard Pouteil-Noble | 4:58:27,0          | 15.                |
| Bieg na 50 km | Auguste Perrin        | 5:04:16,0          | 16.                |
| Bieg na 50 km | Camille Médy          | 5:10:44,0          | 18.                |
| Bieg na 50 km | André Blusset         | Nie ukończył biegu | Nie ukończył biegu |

### Bobsleje
Mężczyźni
| Osada | Zawodnik                                                        | Konkurencja | Ślizg 1 | Ślizg 2              | Ślizg 3 | Ślizg 4              | Łącznie                   | Pozycja                   |
| ----- | --------------------------------------------------------------- | ----------- | ------- | -------------------- | ------- | -------------------- | ------------------------- | ------------------------- |
| FRA-1 | Antony Berg Henri Aldebert Georges André Jean de Suarez d’Aulan | Czwórki     | 1:39.35 | 1:34,99              | 1:36,68 | 1:31.93              | 6:22,95                   | 4.                        |
| FRA-2 | Émile Legrand Gabriel Izard Jacques Jany Fernand Legrand        | Czwórki     | 4:29,01 | Nie ukończyli ślizgu | 2:00,79 | Nie ukończyli ślizgu | Nie ukończyli konkurencji | Nie ukończyli konkurencji |

### Curling
Skład reprezentacji Francji:
- Fernand Cournollet
- Georges André
- Armand Isaac-Bénédic
- Pierre Canivet

#### Runda kwalifikacyjna
Turniej został rozegrany systemem kołowym - najlepsza drużyna zdobywała złoty medal
| # | Kraj            | Pkt. |
| - | --------------- | ---- |
| 1 | Wielka Brytania | 10   |
| 2 | Szwecja II      | 5    |
| 3 | Francja         | 0    |
|   | Szwecja I       | 0    |

| 28 stycznia 192410:00 | Francja | 10:19 | Szwecja II | Sędzia: M. Aikman |
| 28 stycznia 192410:00 |         | 10:19 |            | Sędzia: M. Aikman |

| 30 stycznia 192410:00 | Francja | 4:46 | Wielka Brytania | Sędzia: M. Severin |
| 30 stycznia 192410:00 |         | 4:46 |                 | Sędzia: M. Severin |

#### Mecz o 2. miejsce
| 31 stycznia 1924 | Szwecja II | 18:10 | Francja |  |
| 31 stycznia 1924 |            | 18:10 |         |  |

### Hokej na lodzie
Reprezentacja mężczyzn
| - André Charlet - Pierre Charpentier - Jacques Chaudron - Raoul Couvert - Maurice del Valle - Alfred de Rauch - Albert Hassler |  | - Charles Lavaivre - Bobby Monnard - Charles Payot - Philippe Payot - Léon Quaglia |

Reprezentacja Francji brała udział w rozgrywkach grupy B turnieju olimpijskiego, zajmując w niej trzecie miejsce i nie awansując do dalszych gier. Ostatecznie reprezentacja Francji zajęła 5. miejsce

#### Runda pierwsza
Grupa B
| Drużyna           | M | Mecze | Mecze | Mecze | Bramki | Bramki | Bramki | Pkt |
| Drużyna           | M | W     | R     | P     | +      | -      | +/-    | Pkt |
| ----------------- | - | ----- | ----- | ----- | ------ | ------ | ------ | --- |
| Stany Zjednoczone | 3 | 3     | 0     | 0     | 52     | 0      | +52    | 6   |
| Wielka Brytania   | 3 | 2     | 0     | 1     | 34     | 16     | +18    | 4   |
| Francja           | 3 | 1     | 0     | 2     | 9      | 42     | -33    | 2   |
| Belgia            | 3 | 0     | 0     | 3     | 8      | 45     | -37    | 0   |

Wyniki
| 29 stycznia 1924 | Francja | 2:15 | Wielka Brytania |  |

| Godzina: 10:30 |  | (1:5, 1:3, 0:7) |  | Sędzia główny: M. Ramsay |

| 30 stycznia 1924 | Stany Zjednoczone | 22:0 | Francja |  |

| Godzina: 14:30 |  | (12:0, 1:0, 9:0) |  | Sędzia główny: M. Ramsay |

| 31 stycznia 1924 | Belgia | 5:7 | Francja |  |

| Godzina: 10:45 |  | (3:3, 1:3, 1:1) |  | Sędzia główny: M.A Lacroix |

### Kombinacja norweska
Mężczyźni
| Zawodnik        | Konkurencja   | Skoki narciarskie | Skoki narciarskie | Skoki narciarskie | Skoki narciarskie | Bieg narciarski          | Bieg narciarski          | Bieg narciarski          | Łącznie                  | Pozycja                  |
| Zawodnik        | Konkurencja   | Skok 1            | Skok 2            | Punkty            | Pozycja           | Czas biegu               | Pozycja                  | Punkty                   | Łącznie                  | Pozycja                  |
| --------------- | ------------- | ----------------- | ----------------- | ----------------- | ----------------- | ------------------------ | ------------------------ | ------------------------ | ------------------------ | ------------------------ |
| Kléber Balmat   | Indywidualnie | 35,0              | 35,0              | 14,291            | 13.               | 1:33:49,0                | 9.                       | 10,375                   | 12,333                   | 10.                      |
| Gilbert Ravanel | Indywidualnie | 31,0              | 33,0              | 12,625            | 19.               | 1:35:33,0                | 13.                      | 9,500                    | 11,063                   | 18.                      |
| Adrien Vandelle | Indywidualnie | 26,0              | 28,0              | 10,958            | 22.               | 1:43:58,0                | 21.                      | 5,375                    | 8,167                    | 20.                      |
| Martial Payot   | Indywidualnie | upadek            | 33,0              | 7,35              | 25.               | Nie ukończył konkurencji | Nie ukończył konkurencji | Nie ukończył konkurencji | Nie ukończył konkurencji | Nie ukończył konkurencji |

### Łyżwiarstwo figurowe
| Zawodnik                         | Konkurencja   | Nota   | Pozycja |
| -------------------------------- | ------------- | ------ | ------- |
| Andrée Joly                      | Solistki      | 231,92 | 5.      |
| Pierre Brunet                    | Soliści       | 268,61 | 8.      |
| André Malinet                    | Soliści       | 202,46 | 11.     |
| Andrée Joly Pierre Brunet        | Pary sportowe | 9,89   | brąz    |
| Simone Sabouret Charles Sabouret | Pary sportowe | 7,15   | 9.      |

### Patrol wojskowy
| Zawodnik                                                              | konkurencja             | czas    | Pozycja |
| --------------------------------------------------------------------- | ----------------------- | ------- | ------- |
| Adrien Vandelle Camille Mandrillon Georges Berthet Maurice Mandrillon | Bieg na 30 km drużynowo | 4:18:53 | brąz    |

### Łyżwiarstwo szybkie
Mężczyźni
| Zawodnik         | Konkurencja   | Konkurencja   | Konkurencja    | Konkurencja    | Konkurencja    | Konkurencja    | Konkurencja        | Konkurencja        | Konkurencja              | Konkurencja              |
| Zawodnik         | Bieg na 500 m | Bieg na 500 m | Bieg na 1500 m | Bieg na 1500 m | Bieg na 5000 m | Bieg na 5000 m | Bieg na 10 000 m   | Bieg na 10 000 m   | Wielobój                 | Wielobój                 |
| Zawodnik         | Czas          | Miejsce       | Czas           | Miejsce        | Czas           | Miejsce        | Czas               | Miejsce            | Punkty                   | Miejsce                  |
| ---------------- | ------------- | ------------- | -------------- | -------------- | -------------- | -------------- | ------------------ | ------------------ | ------------------------ | ------------------------ |
| Léon Quaglia     | 48,4          | 15.           | 2:37,0         | 14.            | 9:08,6         | 9.             | 18:25,0            | 7.                 | 25                       | 6.                       |
| Albert Hassler   | 50,6          | 18.           |                |                |                |                |                    |                    | Nie ukończył konkurencji | Nie ukończył konkurencji |
| André Gegout     | 53,2          | 20.           | 2:54,4         | 16.            | 10:15,2        | 18.            | 21:03,4            | 15.                | 36                       | 9.                       |
| Georges de Wilde | 54,8          | 21.           | 2:55,0         | 18.            | 10:39,8        | 19.            | Nie ukończył biegu | Nie ukończył biegu | Nie ukończył konkurencji | Nie ukończył konkurencji |

### Skoki narciarskie
Mężczyźni
| Skoczek         | Skok 1    | Skok 1 | Skok 2    | Skok 2 | Nota                     | Pozycja                  |
| Skoczek         | odległość | Nota   | odległość | Nota   | Nota                     | Pozycja                  |
| --------------- | --------- | ------ | --------- | ------ | ------------------------ | ------------------------ |
| Kléber Balmat   | 36,0      | 15,167 | 39,0      | 15,833 | 15,500                   | 15.                      |
| Gilbert Ravanel | 32,5      | 12,960 | 32,0      | 11,833 | 12,397                   | 22.                      |
| Martial Payot   | upadek    | 3,500  | 32,5      | 11,210 | 7,355                    | 25.                      |
| Louis Albert    | upadek    | 0,00   | upadek    | 0,00   | Nie ukończył konkurencji | Nie ukończył konkurencji |